# Stockholmer Straße (Wismar)

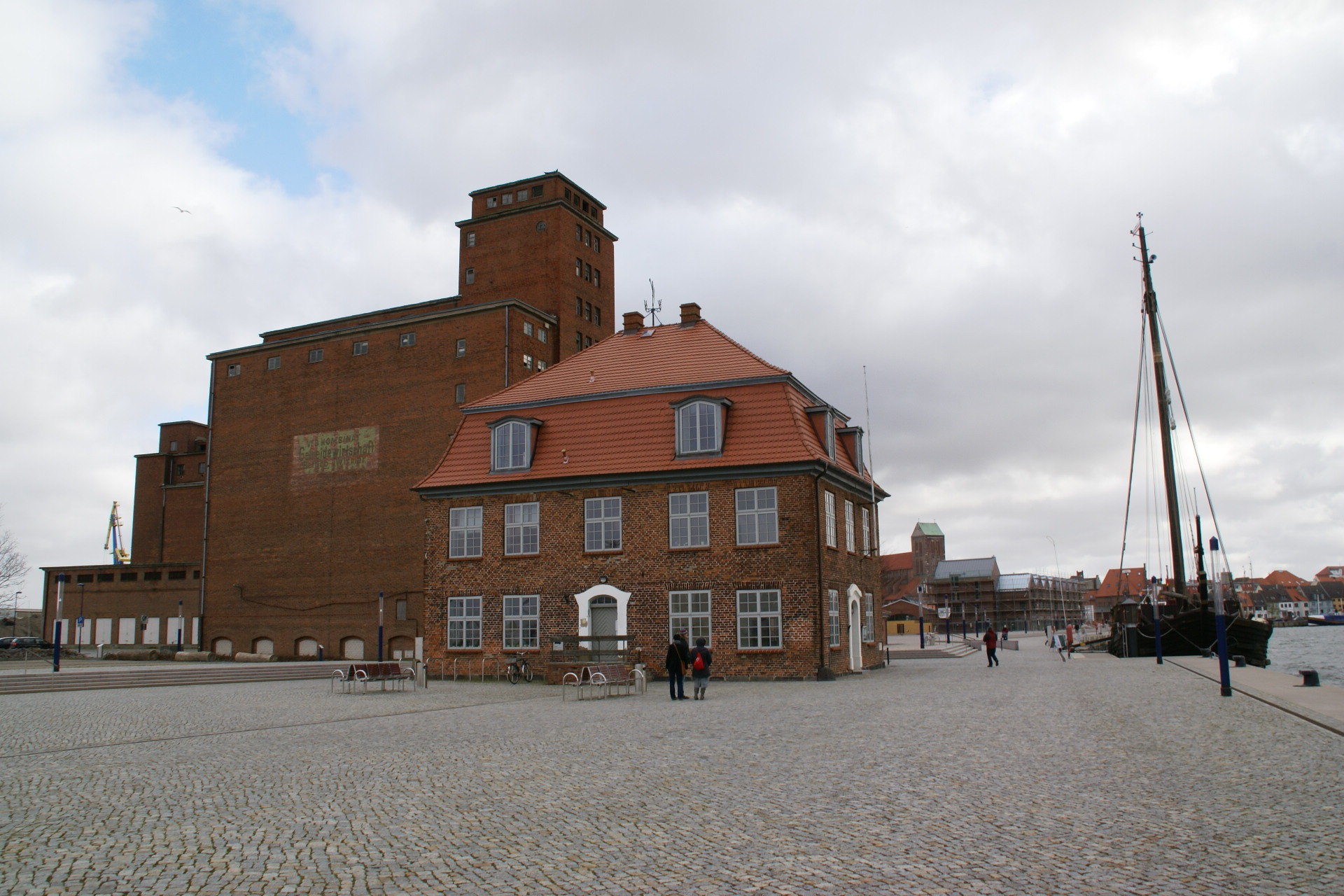
Baumhaus mit Speicher

Die historische Stockholmer Straße befindet sich in Wismar am Alten Hafen. Die Straße ist eine Ringstraße auf der Hafenhalbinsel von der Kopenhagener Straße zur Straße Am Hafen.

## Geschichte

### Name
Sie wurde nach der schwedischen Hauptstadt Stockholm benannt, zu der schon seit Mitte des 19. Jahrhunderts eine Fährverbindung bestand. Als ehemaliges Mitglied der Hanse und Hafenstadt an der Ostsee benannte Wismar auch die Gdansker Straße, Kopenhagener Straße, Rigaer Straße, Rostocker Straße und Talliner Straße nach Ostseestädten.

### Entwicklung

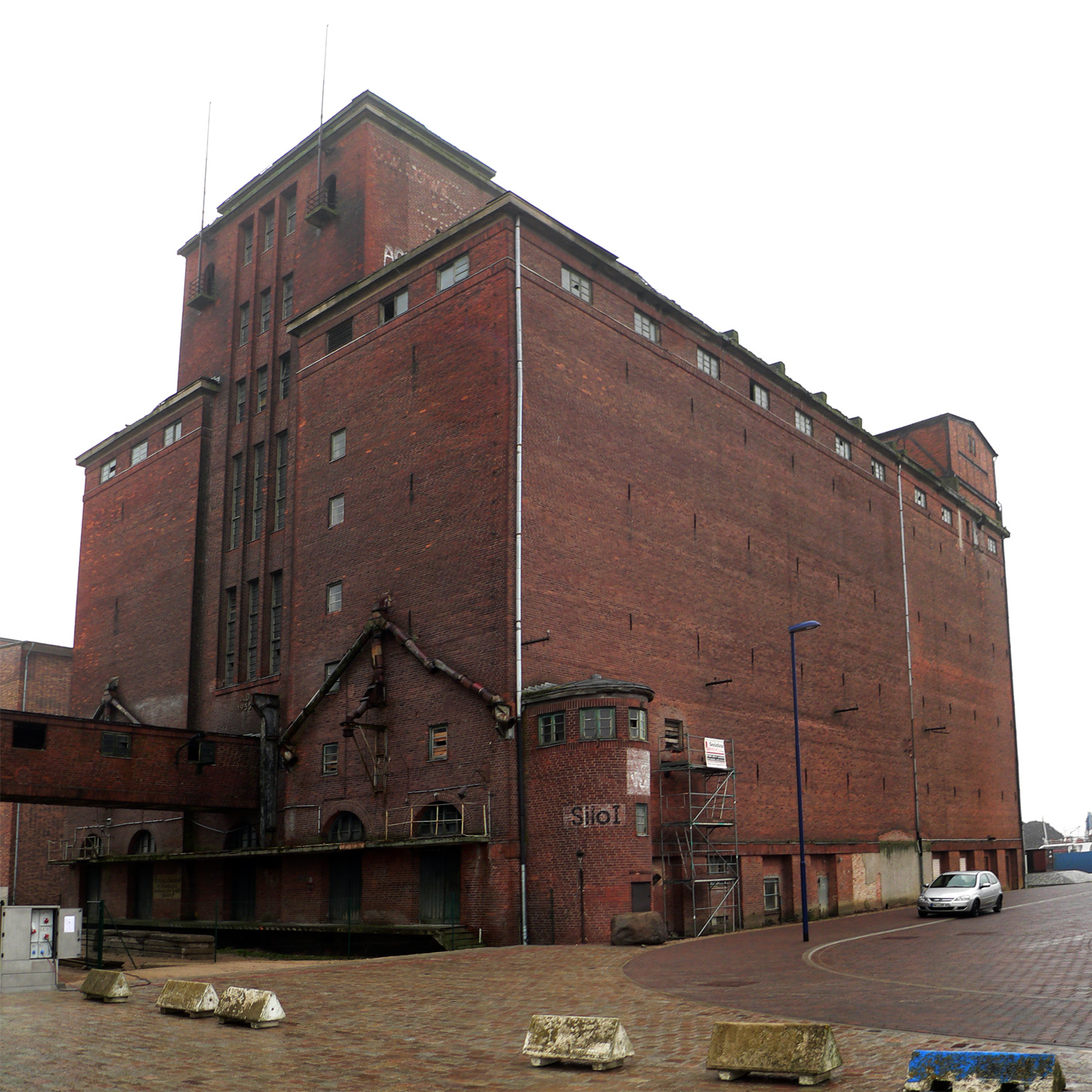
Löwe-Speicher

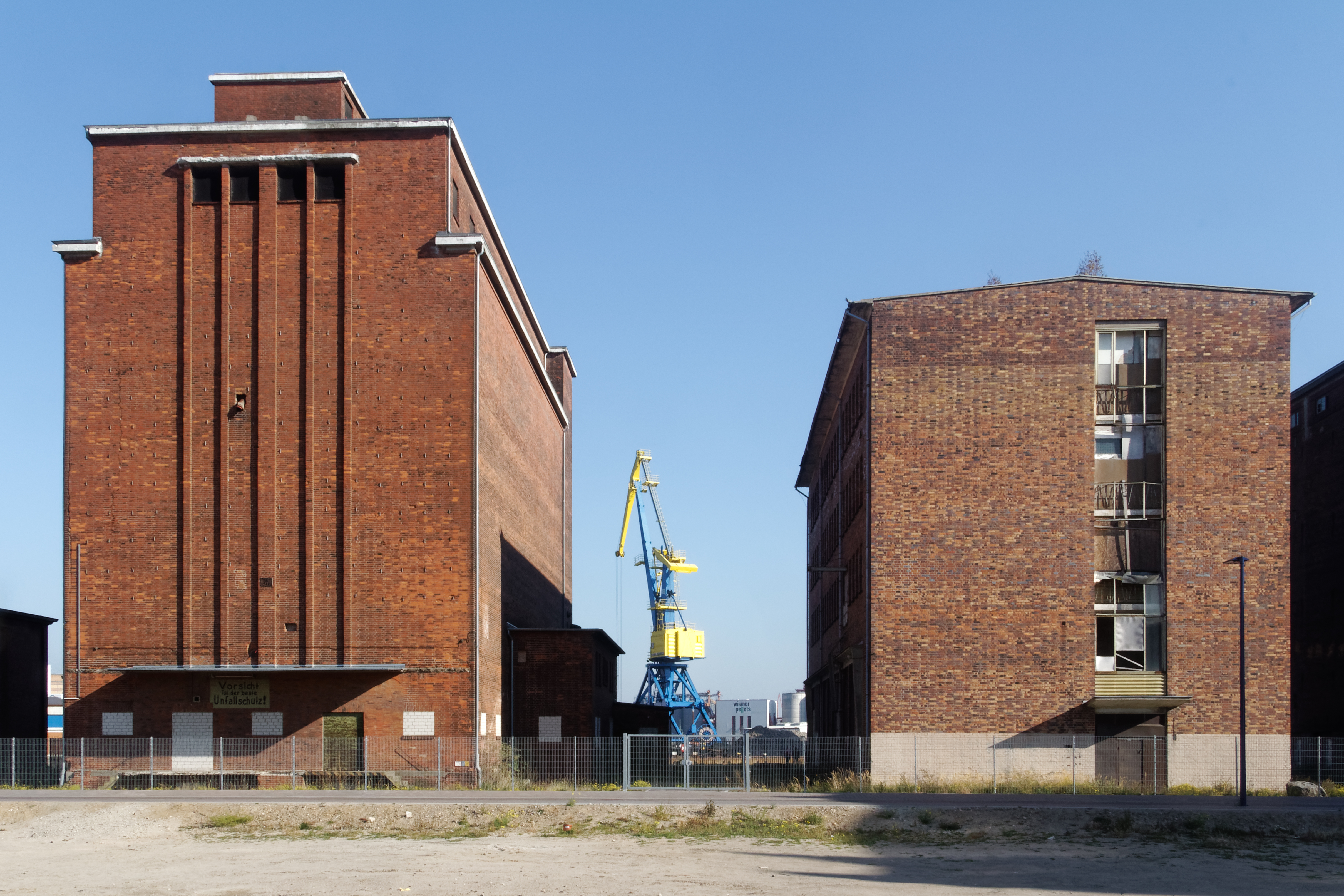
Kruse-Speicher und Sozialgebäude

Baumhaus, Ohlerich-Speicher (Mitte) und Kruse-Speicher

Die Stadt wurde im Mittelalter ein wichtiges Mitglied der Hanse. Sie besaß am Wassertor bei der Lastadie einen Hafen, der laufend ausgebaut wurde. Zur Schwedenzeit fand ab 1680 der Ausbau zu einer der stärksten Seefestungen statt. Die Hafeneinfahrt wurde damals aus Sicherheitsgründen in der Nacht mit Hilfe eines quergelegten langen Baumstamms abgesperrt. Das Baumhaus hat daher seinen Namen. Ab 1806 führten Besetzungszeiten zur Schwächung der Wirtschaft und des Seehandels.
1862 wurde im Hafen der Thormann-Speicher und 1888 das neue großherzogliche Zollamt errichtet. Der Alte Hafen von um 1775 konnte bis 1893 um den Neuen Hafen sowie ab 1909 um den Holzhafen und den Westhafen ergänzt werden. Ab Mitte des 19. Jahrhunderts fuhren Fährschiffe u. a. nach Stockholm und Kopenhagen.
Neue Getreidespeicher wie Löwe-Speicher (Silo 1, 1935), Ohlerich-Speicher (Silo 3, 1938) und Kruse-Speicher (Silo 2, 1940) belebten den Getreidetransport, der jedoch im Zweiten Weltkrieg zum Erliegen kam. Die DDR verstaatlichte die Firmen mit den Speichern. Der Volkseigene Erfassungs- und Aufkaufbetrieb hieß VEAB, VEB Kombinat Getreidewirtschaft, Betrieb Wismar und betrieb die Speicher bis in die 1980er Jahre.
Der Alte Hafen hat seit 1990 keine Bedeutung mehr für den Güterumschlag. Altstadt und Alter Hafen stehen unter dem besonderen Schutz der UNESCO, nachdem Wismar 2002 in die Welterbeliste aufgenommen wurde. Der Erschließungsplan Alter Hafen sah 2005  Sanierung oder Neubau der Kaianlagen, der Planstraßen und der Promenade Westkai vor. Zwei Speicher wurden 2018/20 zu Feriendomizilen mit Ferienwohnungen umgebaut.

## Gebäude, Anlagen (Auswahl)

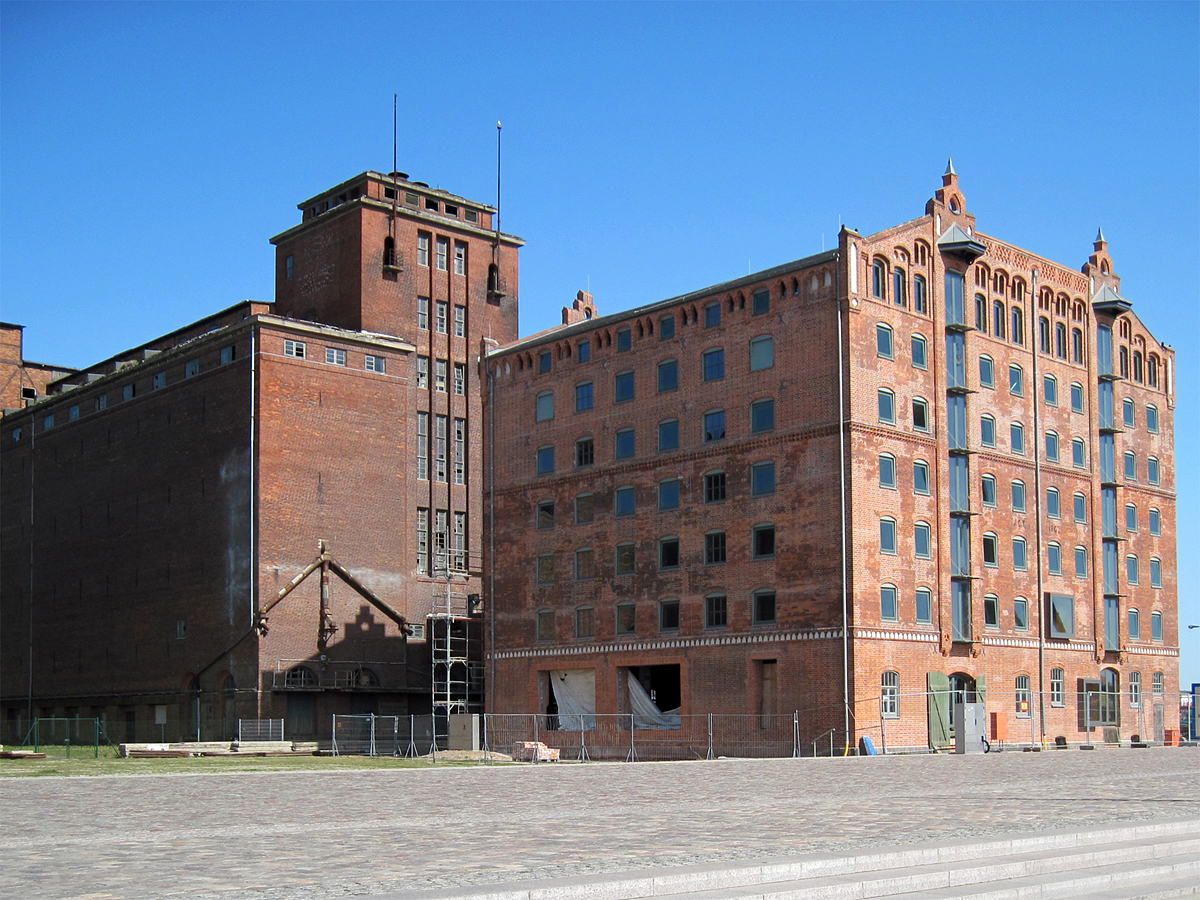
Thormann-Speicher (rechts) und Löwe-Speicher I

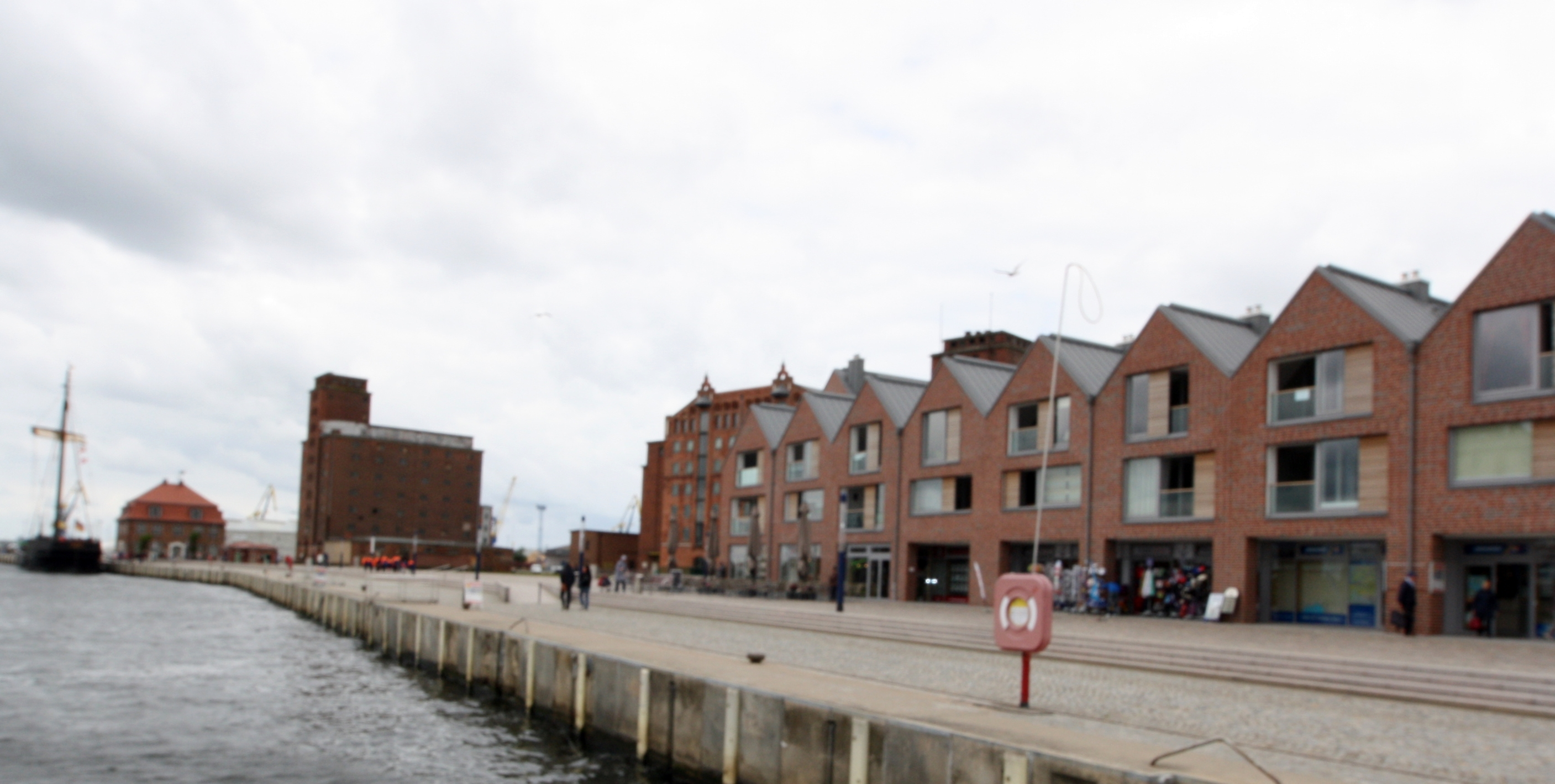
Hafen Wismar

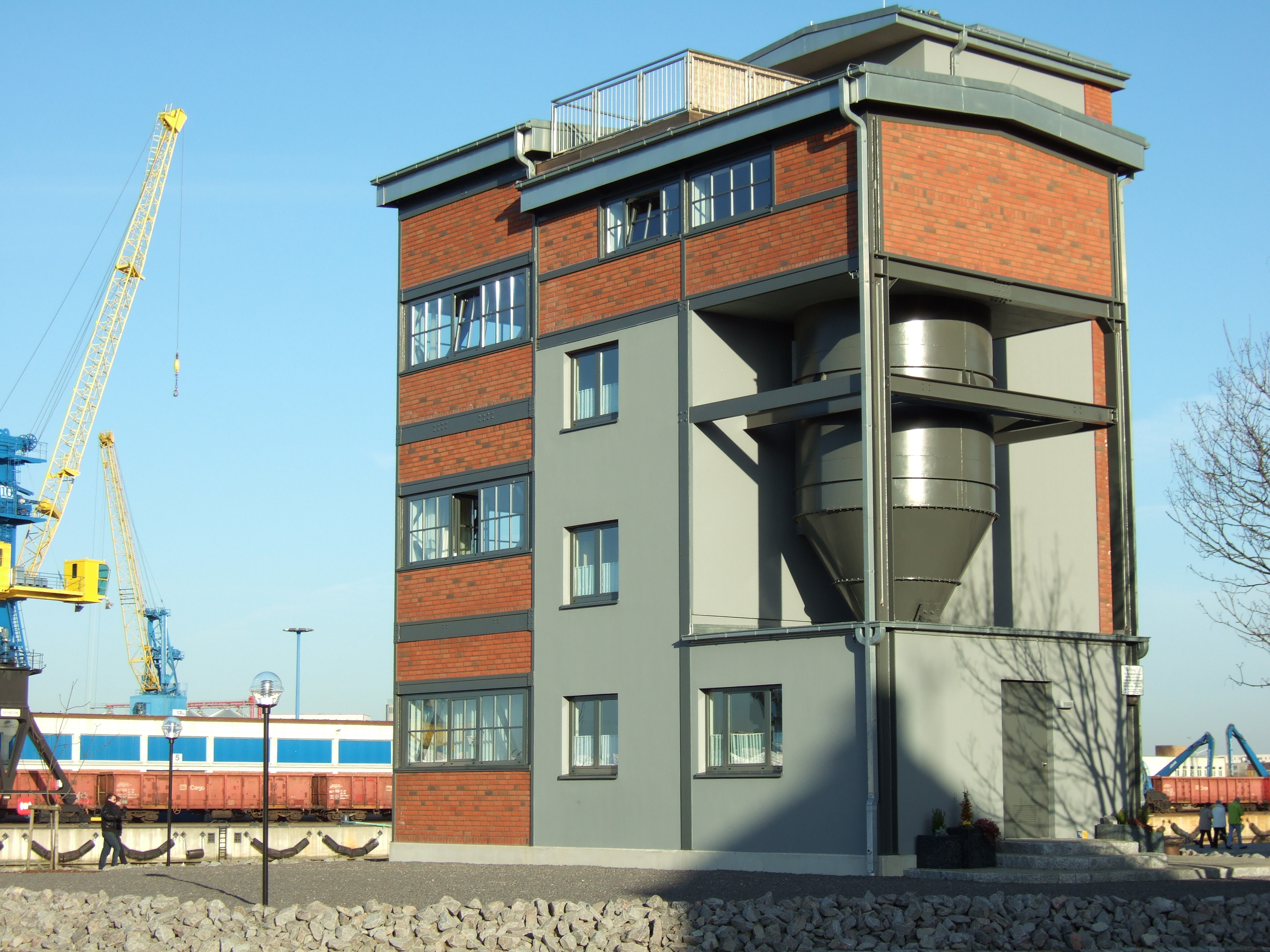
Chalet Nautique

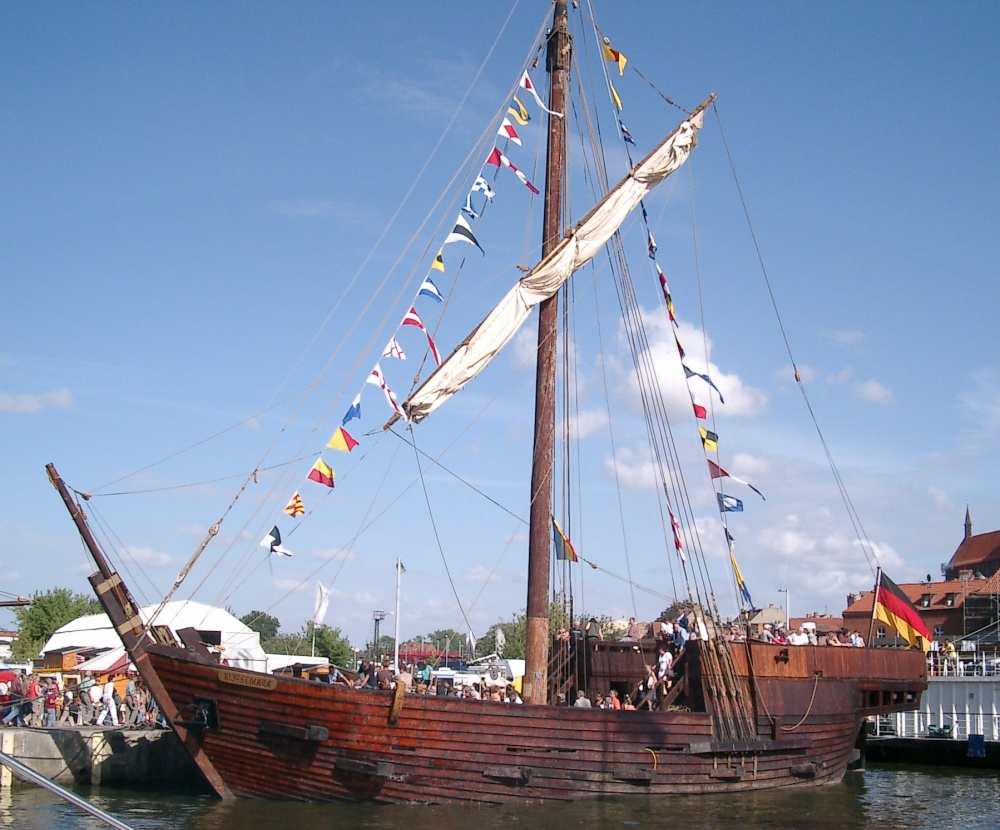
Poeler Kogge

An der Straße stehen zumeist Getreidespeicher sowie Geschäfts- und Betriebsgebäude. Die mit (D) gekennzeichnete Häuser stehen unter Denkmalschutz.
- Wasserstraße 1a: 2-gesch. Zollhaus mit Restaurant
- Nr. 1: Markt- und Veranstaltungshalle Wismar
- Nr. 2–5: 3-gesch. neueres Wohn- und Geschäftshaus
- Nr. 6: Einkaufs- und Dienstleistungszentrum
- Nr. 10: Appartementhaus Pier One
- Baumhaus aus der ersten Hälfte des 18. Jahrhunderts (D) im Stile des Barocks, heute u. a. genutzt für Ausstellungen
- Löwe-Speicher (Silo 1, um 22 Meter hoch) von 1935 (D), seit ca. 1991 Leerstand, Sicherungsmaßnahmen um 2016[5]
- Kruse-Speicher (Silo 2, 22 Meter hoch) von 1940 (D), seit 2020 mit 39 Ferienwohnungen[6]
- Ohlerich-Speicher (Silo 3, 34 Meter hoch) von 1938 (D), seit 2019 Feriendomizil mit 48 Ferienappartements nach Plänen der Architekten Angelis & Partner (Hannover, Wismar)[7]
- Thormann-Speicher (22 Meter hoch) von 1862 (D), seit 2018 privatisiert[8]
- Nr. 16: 4- und 5-gesch. gesch. verklinkertes Werkstatt- und Sozialgebäude von 1967, saniert 2020 nach Plänen von Magolz (Wittenberge) mit 35 Wohnungen und dem Digitalen Innovationszentrum (Innovations Port IP), bei weitgehendem Erhalt des Werkstattraumes und des Brückenkranes.[9]
- Nr. 20: Restaurant
- Nr. 22: 4-gesch. Chalet Nautique mit Wohnungen
- Aussichtspunkt Alter Hafen und Restaurant
- Poeler Kogge als Nachbau von 2004 auf der Grundlage vom Wrackfund Poel 1 von etwa 1773, entdeckt 1999
- Nr. 8: 5-gesch. Parkhaus Altstadt-Hafen von 2018 mit 211 Stellplätzen nach Plänen von Andreas Rossmann (Schwerin) und Lengfeld & Wilisch Architekten (Darmstadt)
- Der Neubau eines Kreuzfahrt-Terminals an der Hafenspitze erfolgte aus wirtschaftlichen Gründen nicht.[10]
- Nr. ??: 5-gesch. Wohnhaus von 2017 bis 2019 bzw. 2021.[11]